# 傑米·沃克
傑米·沃克（英語：Jamie Walker；1993年6月25日—）是一位蘇格蘭足球運動員。在場上的位置是邊鋒。他現在效力於英乙球隊布拉德福德。他也代表蘇格蘭各級青年國家隊參賽。